# Liste der Baudenkmale in Kreien
In der Liste der Baudenkmale in Kreien sind alle Baudenkmale der Gemeinde Kreien (Landkreis Ludwigslust-Parchim) und ihrer Ortsteile aufgelistet (Stand: März 2023).

## Legende
In den Spalten befinden sich folgende Informationen:
- ID-Nr: Die Nummer wird von den Denkmalämtern der Landkreise vergeben. Wenn sie nicht bekannt ist, bleibt die Spalte leer. In dieser Spalte kann sich zusätzlich das Wort Wikidata befinden, der entsprechende Link führt zu Angaben zu diesem Denkmal bei Wikidata.
- Lage: die Adresse des Denkmales und die geographischen Koordinaten.
Link zu einem Kartenansichtstool, um Koordinaten zu setzen. In der Kartenansicht sind Denkmale ohne Koordinaten mit einem roten bzw. orangen Marker dargestellt und können in der Karte gesetzt werden. Denkmale ohne Bild sind mit einem blauen bzw. roten Marker gekennzeichnet, Denkmale mit Bild mit einem grünen bzw. orangen Marker.
- Bezeichnung: Bezeichnung, so wie sie in den offiziellen Listen der Denkmalämter steht. Ein Link hinter der Bezeichnung führt zum Wikipedia-Artikel über das Denkmal. Wenn die Bezeichnung der Denkmalämter inhaltlich fehlerhaft ist, ist in der Spalte „Beschreibung“ darauf hinzuweisen.
- Beschreibung: Beschreibung des Denkmales
- Bild: ein Bild des Denkmales und gegebenenfalls einen Link zu weiteren Fotos des Denkmals im Medienarchiv Wikimedia Commons

## Kreien
| ID | Lage                    | Bezeichnung                                     | Beschreibung                                                                  | Bild                                            |
| -- | ----------------------- | ----------------------------------------------- | ----------------------------------------------------------------------------- | ----------------------------------------------- |
|    | (Karte)                 | Kirche, Glockenstuhl, Trockenmauer              |                                                                               | Kirche, Glockenstuhl, Trockenmauer              |
|    | Lindenstraße 9 (Karte)  | Scheune                                         |                                                                               | Scheune                                         |
|    | Lindenstraße 59 (Karte) | Wohnhaus mit zwei Stallscheunen und Einfriedung |                                                                               | Wohnhaus mit zwei Stallscheunen und Einfriedung |
|    | Lindenstraße 61 (Karte) | ehem. Molkerei                                  |                                                                               | ehem. Molkerei                                  |
|    | Rosenstraße             | Kriegerdenkmal 1914/18                          |                                                                               | Kriegerdenkmal 1914/18                          |
|    | Rosenstraße 32 (Karte)  | Pfarrhaus                                       |                                                                               | Pfarrhaus                                       |
|    | Schulstraße             | Gedenkstein für die Kollektivierung             | Die Inschrift wurde nach 1990 durch einen Text zur deutschen Einheit ersetzt. | Gedenkstein für die Kollektivierung             |
|    | Schulstraße 34 (Karte)  | ehem. Schule                                    |                                                                               | ehem. Schule                                    |

## Wilsen
| ID | Lage                  | Bezeichnung            | Beschreibung | Bild                   |
| -- | --------------------- | ---------------------- | ------------ | ---------------------- |
|    |                       | Kapelle                |              |                        |
|    | (Karte)               | Kriegerdenkmal 1914/18 |              | Kriegerdenkmal 1914/18 |
|    | Ringstraße 13 (Karte) | Wohnhaus               |              |                        |